# Didier d'Auxerre
Pour les articles homonymes, voir Didier.
Didier d'Auxerre († 621), ou Desiderius, est le 19e évêque d'Auxerre de 605 à 621.
C'est un saint catholique, fêté le 27 octobre.

## Biographie
Issu d'une riche famille de l'Aquitaine, ses biographes lui attribuent la reine Brunehaut comme parente et affirment que même les plus riches ne peuvent aller de pair avec lui ; son rang illustre est également souligné par l'indication que « des princes qui lui sont attachés », c'est-à-dire de la famille, des alliances ou des vassaux, lui font de très importantes donations en terres ; et par le fait qu'au cours de son épiscopat, Didier affranchit 2 000 serfs.
Didier agrandit considérablement sa cathédrale Saint-Étienne ; il fait construire un grand dôme du côté Est, le décore d'or et de mozaïques, y transfère l'autel et en fait la dédicace le 18 avril. De son vivant il donne à la cathédrale toute sa vaisselle d'argent, décorée de figures et motifs finement ciselées, le tout pesant 420 livres. Il fait construire des maisons et un oratoire à Merry, puis donne cette terre à Saint-Étienne ainsi que celles de Magny et de Flacy. En 620 il donne Riniacum, lieu de la future abbaye de Reigny sur Vermenton, à l'Eglise d'Auxerre.
Didier lègue tous ses biens à cathédrale Saint-Étienne.
Noter que la reine Brunehaut, elle aussi, fait un don à l'église cathédrale : un calice en onyx orné d'or. Elle est encore citée lorsqu'elle cède sa terre de Magny à Didier, qui la donne à Saint-Étienne.
Il est mentionné dans Gesta pontificum Autissiodorensium, ainsi que dans la Chronique de Fredegar.
Il fait un legs par testament au monastère Saint-Julien, ce qui permet de connaître le nom de Nigivald, l'abbé de l'époque pour ce monastère.